# 後燕
後燕（384年—407年或409年）是中国五胡十六国時慕容氏諸燕之一，由鮮卑人前燕文明帝慕容皝第五子慕容垂所建立的政權。
後燕建國之初定都中山（今河北省定州市），後遷往龍城（今遼寧省朝陽市）。全盛時統治範圍「南至琅琊，東訖遼海，西屆河汾，北暨燕代」(《讀史方輿紀要》)，即今河北、山東、山西和河南、遼寧的一部分。自384年慕容垂稱燕王到407年慕容熙被殺（或到409年慕容雲被杀），立國凡24年（一说26年）。
《十六国春秋》始称后燕，以别于慕容氏諸燕，后世袭用之。

## 歷史

### 重建燕國（383年─385年）
前秦在383年淝水之戰大敗後，投降前秦的前燕貴族慕容垂在苻堅同意下回到鄴城。時丁零族翟斌在洛陽新安一帶起兵反秦，鎮守鄴城苻堅庶長子苻丕撥兵2千給慕容垂，派宗室苻飛龍領兵1千為慕容垂的副手，前去對付翟斌，但慕容垂於行軍中襲殺苻飛龍，與前秦正式決裂。
384年正月，慕容垂渡過黃河移至洛陽附近，與翟斌聯兵攻洛陽。後引兵東下，在滎陽自稱大將軍、大都督、燕王，建元燕元元年。後自石門渡黃河，向鄴前進，時有眾20餘萬。因苻丕堅守鄴城，慕容垂久攻不下，因战争，河北經濟受到很大的破壞。到了385年八月，苻丕撤出鄴城，退往晉陽，整個河北，皆落入慕容垂手中。386年正月，慕容垂稱帝，定都中山（今河北省定州），改元建興，史稱後燕。

### 攻滅西燕（386年─394年）
386年十月，西燕慕容永進至長子(今山西省長子縣西)，稱帝，改元中興，佔有今山西省一帶。由於後燕不容許作為宗室一方的西燕「僭舉位號，惑民視聽」，與後燕爭奪燕國領導權。在392年消滅翟魏後，出兵攻伐西燕。
393年冬，慕容垂徵發步騎兵7萬，命丹陽王慕容瓚出井陘關(今河北省井陘縣井陘山)，攻晉陽，西燕守將慕容友領兵5萬防守潞川。明年春，慕容垂增調司、冀、青、兗四州兵，分兵三路出滏口(今河北省磁縣西北石鼓山)、壺關、沙亭，西燕分兵拒守。後慕容垂在鄴城西南屯兵月餘，慕容永懷疑後燕欲從太行山南口進兵，將大部兵力調往軹關。夏，慕容垂率大軍出滏口，由天井關向南直趨臺壁(今山西省黎城縣西南)，慕容永倉卒集結5萬精兵，與後燕軍大戰於臺壁南，西燕軍中伏大敗，慕容永逃回長子。後燕攻下晉陽，進圍長子，八月間滅西燕。
慕容垂滅西燕後，趁東晉衰亂之際，略地青、兗，把疆域向南擴展到今山東的臨沂、棗莊一帶。

### 燕魏對峙（394年─396年）
386年，拓跋珪建立北魏。起初後燕與北魏的關係本來是友好的，因後燕戰馬缺乏，屢求於魏，甚至發生扣留北魏使者以求名馬的事，兩國關係告結。而北魏採取聯西燕拒後燕的政策，對付後燕。394年西燕危急時，北魏派兵5萬為西燕聲援。次年五月，慕容垂命太子慕容寶、趙王慕容麟率兵8萬伐魏，遣范陽王慕容德率步騎1.8萬為後繼。北魏聽說燕軍北上，把部落、畜產及大軍轉移至黃河以南(今內蒙古伊克昭盟)，避開燕軍。到十月，由於塞外嚴寒、士氣低落，後燕不得不撤退。這時北魏派拓跋遵領騎兵7萬，堵塞燕軍南歸之路。拓跋珪自領2萬，進擊後燕軍，後燕軍大敗，亂不成軍，鎮南王慕容紹被殺，四、五萬兵投降，北魏俘虜了後燕文武將吏數千人，繳獲了兵器、衣甲、糧食無數，拓跋珪將後燕降兵全部坑殺於參合陂，慕容寶等單騎逃回。史稱參合陂之役。
慕容寶等逃回中山後，屢請求再次伐魏，慕容德也勸說慕容垂趁自己尚健在時親征，以免遺留後患。慕容垂接受了他們的意見。396年三月，慕容垂率大軍再次伐魏，敗北魏陳留公拓跋虔，其後慕容垂病情加重，急忙退兵。四月，慕容垂病死。慕容垂此次的北伐，並沒有能夠挽回後燕軍事上的頹勢。此後，拓跋珪就挾其三、四十萬騎兵，長驅進入中原。

### 衰落滅亡（396年─409年）
396年四月，慕容垂病死，子慕容寶繼承帝位。後燕在全國重要的戰略及政治中心有五處，即中山、龍城、鄴、晉陽、薊。八、九月間，北魏拓跋珪率領40餘萬大軍，攻取晉陽。十一月，攻下常山、信都，河北許多郡縣的官員，不是逃亡就是投降。這時慕容寶在中山有步兵12萬、騎兵3.7萬，悉數出抗拒魏軍，大敗而還。魏軍進軍包圍了中山，397年三月，慕容寶率軍突圍，退往中山。十月，魏軍攻下中山，後燕官吏兵投降兩萬餘人，後燕的疆域被切斷為南、北二部。
398年，慕容德在滑臺稱燕王，建立南燕。蘭汗殺死慕容寶，自稱大將軍、大單于、昌黎王。慕容盛殺蘭汗自立，後來討伐高麗及庫莫奚有功，然因治下太嚴，刑罰殘忍，在401年為大臣段璣所暗殺。鮮卑貴族立慕容垂少子慕容熙為帝，他採行了胡漢分治的政策來統治國家。這時的後燕疆域，僅有遼西一帶，疆域狹小，民戶不多，但他卻大興土木，營建宮苑殿閣，給人民帶來無窮的災難。407年，馮跋兄弟趁慕容熙送葬苻后時起事，推高雲（慕容雲）為燕王，殺死慕容熙。409年高雲的禁衛離班、桃仁殺死高雲，馮跋稱燕天王，後燕滅亡。

## 大事年表
- 384年　建国。慕容垂包圍鄴。
- 385年　打敗高句麗，進入遼東。
- 394年　攻滅西燕。
- 395年　燕軍與北魏軍在参合陂大戦，燕軍大敗。
- 396年　慕容垂親率大軍進攻北魏，途中病故。太子慕容宝即位。
- 397年　魏拓跋珪攻擊燕都中山。燕王慕容宝逃往龍城。
- 398年　慕容宝被殺，慕容盛推翻弑君的蘭汗，奪取皇位。
- 401年　慕容盛被暗殺。太后丁氏擁立慕容熙。
- 407年　漢人將軍馮跋擁立高雲為燕天王，殺死慕容熙。有些史學家把這年認定為後燕滅亡，北燕建立之年。
- 409年　高雲被殺，馮跋繼位。有些史學家把這年認定為後燕滅亡，北燕建立之年。

## 後燕君主列表
| 姓名 | 常用名称      | 庙号 | 谥号     | 统治时间      | 年号                              |
| --- | ------------- | ---- | -------- | ------------- | --------------------------------- |
| 慕容垂 | 慕容垂        | 世祖 | 成武皇帝 | 384年-396年   | 燕元 384年-386年 建兴 386年-396年 |
| 慕容宝 | 慕容宝        | 烈宗 | 惠愍皇帝 | 396年-398年   | 永康 396年-398年                  |
| 慕容詳 | 慕容詳#       | 无   | 无       | 397年5月-7月  | 建始 397年                        |
| 慕容麟 | 慕容麟#       | 无   | 无       | 397年7月-10月 | 延平 397年                        |
| 兰汗 | 兰汗#         | 无   | 无       | 398年4月-7月  | 青龙 398年                        |
| 慕容盛 | 慕容盛        | 中宗 | 昭武皇帝 | 398年-401年   | 建平 398年 長乐 398年-401年       |
| 慕容熙 | 慕容熙        | 无   | 昭文皇帝 | 401年-407年   | 光始 401年-406年 建始 407年       |
| 慕容云1 | 慕容云(高云)1 | 无   | 惠懿皇帝 | 407年-409年   | 正始 407年-409年                  |
| 注释 |               |      |          |               |                                   |
| 1 由於對慕容雲是否屬後燕慕容氏一族成員的看法不同，因此有人認為慕容雲是後燕末任君主，也有人把他視為北燕立國君主。 #意味着其统治合法性未受普遍认同。 |               |      |          |               |                                   |

## 延伸阅读
[在维基数据编辑]
 《晉書/卷124》，出自房玄齡《晉書》
 《北史·卷093》，出自李延壽《北史》